# Harald Seiz
Harald Konstantin Seiz (griechisch Χάραλντ Κωνσταντίνος Ζάιτς Charal[n]d Konstandinos Zaits, geboren 1963 in Calw, Baden-Württemberg) ist ein deutscher ehemaliger Kryptowährungs-Unternehmer, gegen den ein Haftbefehl besteht, und Buchautor zum Thema Finanzwesen.

## Leben
Harald Seiz, dessen Vater Grieche ist, begann seine unternehmerische Karriere als Staubsaugervertreter. 2011 gründete Seiz das Unternehmen Karatbars International GmbH mit Sitz in Stuttgart. Mit dem KaratGold Coin hat Seiz eine der ersten Kryptowährungen geschaffen, deren Wert an den Goldpreis gebunden ist. Parallel zu seiner unternehmerischen Beschäftigung mit Kryptowährungen ist Seiz ein Verfechter der Tragfähigkeit von Gold als Zahlungsmittel. 
2015 reiste Seiz zusammen mit einer von Lothar de Maizière und Joschka Fischer angeführten politischen Delegation in die südchinesische Provinz Guangdong, um den dort zuständigen Organen sein Unternehmen vorzustellen. Im selben Jahr wurde Seiz Senator des Bundesverbands für Wirtschaftsförderung und Außenwirtschaft (BWA).
2019 leitete die Staatsanwaltschaft Ermittlungen gegen Seiz wegen des Verdachts des gewerbsmäßigen Betruges im Zusammenhang mit den beiden von ihm emittierten Kryptowährungen ein. Die BaFin untersagte im November 2019 die Fortführung der Geschäftstätigkeit und ordnete die Rückabwicklung der Kryptowährungen an. Im Jahr 2023 erließ das Amtsgericht Stuttgart einen Haftbefehl gegen Seiz. Seiz ist seitdem kein Senator des Bundesverbands für Wirtschaftsförderung und Außenwirtschaft mehr.
Seiz hielt sich im Juli 2023 in Thailand auf.
2020 suchte er in der griechischen Sendung Γράμμα για σένα nach seinem griechischen Vater und nach seiner griechischen Herkunft. Dort lernte er seine zwei Brüder Fotis und Konstantinos kennen, mit denen (und mit seinem dritten Bruder Grigoris, der sich im Fernsehen nicht zeigen wollte) er nach der Sendung zwei Tage Zeit verbrachte.

## Veröffentlichungen (Auswahl)
- Die Zukunft des Geldes, FinanzBuch Verlag, 2017, ISBN 978-3-95972-073-1[16]
  - The Future of Money (englische Ausgabe von Die Zukunft des Geldes), FinanzBuch Verlag, 2017, ISBN 978-3-95972-082-3[17]
- Think Big: Wie Sie aus einer großartigen Idee ein weltweites Imperium machen, FinanzBuch Verlag, 2018, ISBN 978-3-95972-149-3[18]
  - Think Big: How to conquer the World with a great idea (englische Ausgabe von Think Big: Wie Sie aus einer großartigen Idee ein weltweites Imperium machen), FinanzBuch Verlag, 2019, ISBN 978-3-95972-150-9[19]
- CASHGOLD vs. Diamanten und Immobilien, FinanzBuch Verlag, 2019, ISBN 978-3-95972-227-8[20]
- CASHGOLD vs. Kryptowährungen, FinanzBuch Verlag, 2019, ISBN 978-3-95972-225-4[21]
- CASHGOLD vs. Schuldwährungen, FinanzBuch Verlag, 2019, ISBN 978-3-95972-226-1[22]